# クロンダイク級駆逐艦母艦
クロンダイク級駆逐艦母艦（クロンダイクきゅうくちくかんぼかん　Klondike-class destroyer tender）は、アメリカ海軍が運用していた駆逐艦母艦。
C3型貨物船の改設計型であり、1945年から1951年にかけて竣工した。同型艦は4隻。アメリカ海軍からは全艦が1970年までに退役した。

## 同型艦
- クロンダイク　Klondike (AD-22)[2][3]
- アルカディア Arcadia (AD-23)[4]
- エバーグレーズ Everglades (AD-24)[5]
- フロンティア Frontier (AD-25)[6]

## 要目
- 全長：150.0m[1]
- 幅：21.2m
- 速力：18.4kt
- 基準排水量：8,165t